# لوح بزرگ سنگی سرپل ذهاب ۲
لوحه بزرگ سنگی سرپل ذهاب ۲ یک سنگ‌نگاره مربوط به لولوبیان است که قدمت آن به هزاره سوم قبل از میلاد می‌رسد. لوحۀ بزرگ سنگی سرپل ذهاب در شهرستان سرپل ذهاب واقع شده‌است. این اثر در تاریخ ۱۵ دی ۱۳۱۰ با شمارهٔ ثبت ۱۵۰ به‌عنوان یکی از آثار ملی ایران به ثبت رسیده است.